# 一流伝授
一流伝授（いちりゅう でんじゅ）とは真言宗の事相伝授のこと。野沢十二流のいずれか一つの流派の全部を師より授かることである。
四度加行、諸尊法、作法部、灌頂部、諸大事、印信の部に分けられ、浅から深へと区切って伝えるようになっている。高野山の中院流、京都の小野（勧修寺流、随心院流、醍醐三宝院流）広沢（西院流）智山の三宝院流憲深方、豊山の伝法院流などを一通り受法しておかなければ、正式と言えない。